# Lybius dubius
Lybius dubius là một loài chim trong họ Lybiidae.